# 祖秉震
祖秉震，汉军正白旗人，是一名清朝政治人物。
祖秉震曾于1727年接替唐彦龙任宝山县知县一职，1727年由饶嗣玉接任。